# Amal El-Mohtar
Amal El-Mohtar   (Ottawa, 13 de desembre de 1984) és una poeta i escriptora canadenca. Ha publicat relats curts, poesia i ressenyes i també és l'editora de la revista trimestral Goblin Fruit des del 2006. Al 2018 es va fer càrrec de la columna de ressenyes de ciència-ficció i fantasia «Otherworldy» del New York Times Book Review.

## Premis i nominacions
Amal El-Mohtar ha rebut aquests premis:
- Premi Rhysling al millor poema curt al 2009, 2011 i 2014[3]
- Premi Locus al millor relat curt per The Truth About Owls, al 2015[4]
- Premi Nebula al millor relat curt per Seasons of Glass and Iron, al 2016[5]
- Premi Locus al millor relat curt per Seasons of Glass and Iron, al 2017[6]
- Premi Hugo al millor relat curt per Seasons of Glass and Iron, al 2017[7]

Els seus relats també han estat nominats al Premi Nebula al 2010 (per The Green Book) i al 2016 (per Madeleine), així com al premi Mundial de Fantasia de 2016 (per Pockets) i al de 2017 (per Seasons of Glass and Iron).
El seu relat escrit conjuntament amb Max Gladstone Així es perd la guerra del temps (primera obra seva traduïda al català) va ser finalista al premi Nebula de millor relat curt de 2019.

## Obra
- The Honey Month, antologia de ficció curta, Papaveria Press 2010, ISBN 978-1907881008